# Раджа-Ампат (архипелаг)
Раджа-Ампат или Четыре Короля — острова, расположенные недалеко от северо-западной части полуострова Чендравасих острова Новая Гвинея, в индонезийской провинции Западное Папуа. Представляют собой архипелаг, включающий более 1500 небольших островов, рифов и отмелей, окружающих четыре основных острова Мисоол, Салавати, Батанта и Вайгео, а также небольшой остров Кофиау. Архипелаг Раджа-Ампат является частью Кораллового треугольника, который отличается самым богатым морским биоразнообразием на Земле.
Округ Раджа-Ампат был отделён от округа Соронг в 2004 году. Он охватывает более 40 000 км² земли и моря, в том числе залив Чендравасих, крупнейший морской национальный парк в Индонезии. Он является частью индонезийской провинции Юго-Западное Папуа.

## История
Название Раджа-Ампат произошло от местного мифа о женщине, которая нашла семь яиц. Из четырёх яиц вышли короли, которые стали править на четырёх крупнейших островах Раджа-Ампат, а три других яйца превратились в призрак, женщину и камень.
Как известно из истории, острова Раджа-Ампат когда-то были частью султаната Тидоре, влиятельного королевства Малуку. Однако, после того, как голландцы вторглись в Малуку, остров быстро перешёл в их владение.
Первыми зарегистрированными европейцами на островах Ампат стали португальский мореплаватель Жоржи ди Менезиш и его экипаж в 1526 году, на пути от острова Биак, полуострова Чендравасих и Вайгео к острову Хальмахере (Тернате).
Английский исследователь Уильям Дампир дал своё имя проливу Дампир, который отделяет остров Батанта от острова Вайгео. На востоке есть пролив, который отделяет остров Батанта от острова Салавати. В 1759 капитан Уильям Уилсон, заплывший на ост-индском корабле Питт в эти воды, назвал один из проливов Питт, в честь своего судна; вероятно, это был канал между островами Батанта и Салавати.

## Население
Основным занятием местных жителей является рыбалка, так как область окружена морем. Люди живут небольшими племенами на всей территории островов. Хотя местные традиции по-прежнему сильны, здесь очень рады посетителям. Жители островов Раджа-Ампат больше похожи на амбонцев, чем на папуасов, и на сегодняшний день некоторые из них приняли ислам или христианство.

## География
Благодаря океаническим природным ресурсам вокруг островов Раджа-Ампат регион обладает значительным туристическим потенциалом. Многие источники вносят архипелаг Раджа-Ампат в десятку самых популярных мест для дайвинга, что связано с подводным биоразнообразием.
По данным Международного общества сохранения природы считается, что в районе Раджа-Ампат самый высокий показатель разнообразия морских организмов на Земле. Разнообразие значительно больше, чем в любой другой области Кораллового треугольника, включающего Индонезию, Малайзию, Филиппины, Папуа-Новую Гвинею, Соломоновы острова и Восточный Тимор. В коралловом треугольнике самая высокая концентрация разнообразия биологических видов на планете, что делает архипелаг Раджа-Ампат самой богатой экосистемой коралловых рифов в мире.
Массивные коралловые колонии и относительно высокие температуры поверхности моря позволяют рифам быть устойчивыми к обесцвечиванию и болезням кораллов, которые в настоящее время ставят под угрозу выживание других коралловых экосистем во всем мире. Острова Раджа-Ампат — удалённое место, почти не тронутое цивилизацией, что способствует сохранению нетронутой природы.
Большое разнообразие морских организмов в районе архипелага Раджа-Ампат также связано с его географическим положением между Индийским и Тихим океанами, таким образом личинки кораллов и рыб могут легко попадать из одного океана в другой. Разнообразие кораллов в районе архипелага, их устойчивость к болезням и то, что они являются источником жизни для личинок, делают их приоритетным направлением охраны морской среды.
Разнообразие морских организмов поражает: 1508 видов рыб, 537 видов кораллов (96 % мадрепоровых кораллов, зарегистрированных в Индонезии, это 75 % видов данных кораллов, существующих в мире) и 699 видов моллюсков. В некоторых районах обитают гигантские стаи различных вдов рыб и несколько особей ковровых акул.
На архипелаге Раджа-Ампат, по крайней мере, три пруда и все они на острове Мисоол. Там обитает множество видов неядовитых медуз. 
Путь до архипелага достаточно долгий: полёт из Джакарты, столицы Индонезии, в Соронг займёт шесть часов. Оттуда можно добраться до любого из островов на лодке.